# Fort Moorwarfen

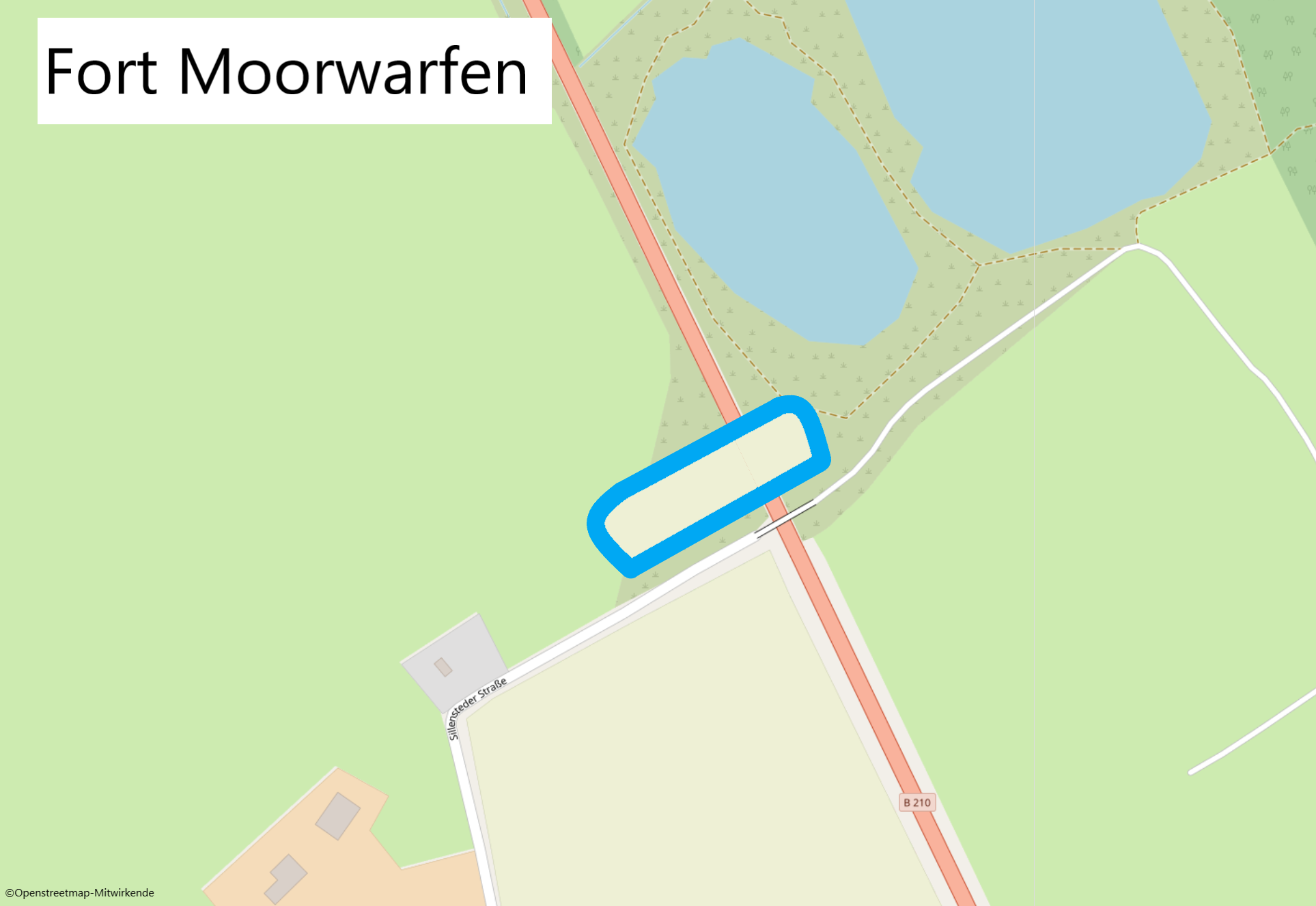
Umriss des Fort Moorwarfen

Das Fort Moorwarfen war eine Befestigungsanlage zum Schutz des Kriegshafens Wilhelmshaven.

## Lage und Aufbau

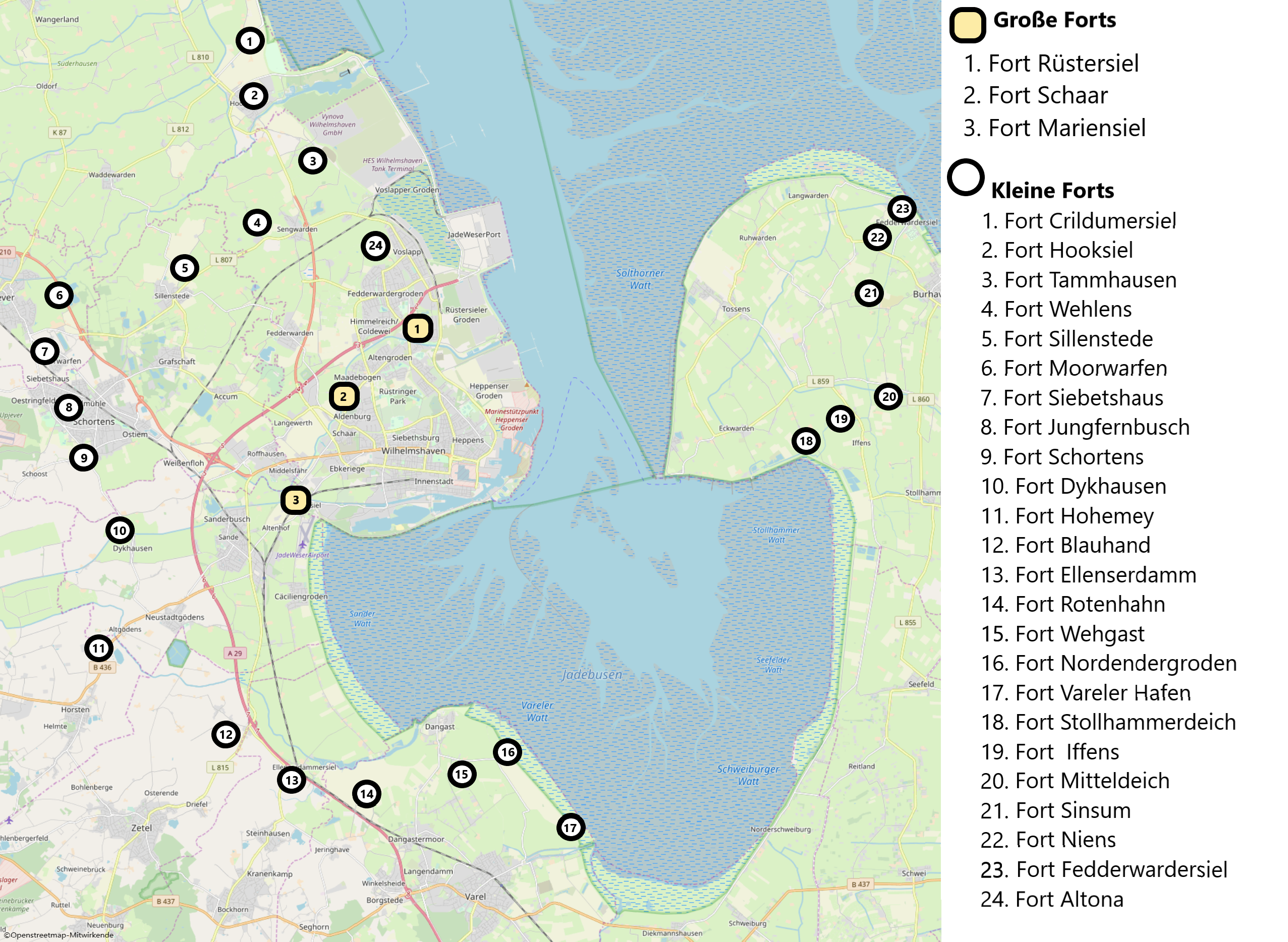
Position der Forts zum Schutz Wilhelmshavens

Das Fort wurde als geschlossene Lünette errichtet. Die Anlage war für zwei Züge Infanterie (~80 Mann) ausgelegt. Es befand sich östlich von Jever. Nördlich schloss das Große Moorwarder Tief an. Heute ist das Gelände des Forts teilweise mit der Ortsumgehung Jever überbaut. Die Anlage hatte eine Länge von 200 Metern und eine Breite von 90 Metern.

## Geschichte
Das Fort Moorwarfen wurde vor dem Ersten Weltkrieg als Außenfort des strategisch wichtigen Kriegshafens Wilhelmshaven angelegt. Südlich des Forts lag im Ersten Weltkrieg die Flakbatterie Moorwarfen, südöstlich der Anlage war die Flakbatterie Flörenkamp. Im Zweiten Weltkrieg wurde hier ein 150 cm Flakscheinwerfer für die Marine-Flak installiert. Im Jahr 1945 wurde die Anlage gesprengt.